# Pellejas (Adjuntas)
Pellejas es un barrio ubicado en el municipio de Adjuntas en el estado libre asociado de Puerto Rico. En el Censo de 2010 tenía una población de 553 habitantes y una densidad poblacional de 60,61 personas por km².

## Geografía
Pellejas se encuentra ubicado en las coordenadas 18°12′41″N 66°42′33″O / 18.21139, -66.70917. Según la Oficina del Censo de los Estados Unidos, Pellejas tiene una superficie total de 9.12 km², de la cual 9.11 km² corresponden a tierra firme y (0.2%) 0.02 km² es agua.

## Demografía
Según el censo de 2010, había 553 personas residiendo en Pellejas. La densidad de población era de 60,61 hab./km². De los 553 habitantes, Pellejas estaba compuesto por el 92.22% blancos, el 5.06% eran afroamericanos, el 0.54% eran amerindios, el 0.9% eran de otras razas y el 1.27% pertenecían a dos o más razas. Del total de la población el 99.64% eran hispanos o latinos de cualquier raza.